# Kommune. Forum für Politik, Ökonomie und Kultur
Kommune. Forum für Politik, Ökonomie und Kultur war eine politische Zeitschrift, die von 1983 bis 2012 erschien. Sie war die Nachfolgezeitschrift der Kommunistischen Volkszeitung (KVZ) und insbesondere des theoretischen Organs Kommunismus und Klassenkampf (KuK), die beide von 1973 bis 1982 vom Kommunistischen Bund Westdeutschland (KBW) herausgegeben worden sind.

## Erscheinungsweise
Nach der Spaltung des Kommunistischen Bundes Westdeutschland im Sommer 1980 und dem Austritt eines Teils seiner Mitglieder, die den Bund Westdeutscher Kommunisten (BWK) gründeten, beschleunigte sich der schon vorher bemerkbare Mitgliederverlust der Organisation, der mit einem rapiden Sinken der Auflagenzahlen der beiden KBW-Organe verbunden war. Als im Herbst 1982 die Auflage der KVZ bei unter 3000 und die der KuK bei 2000 Exemplaren angelangt war, wurde im KBW die Einstellung der beiden Publikationen diskutiert und schließlich die Zusammenlegung beider zu einer Monatszeitschrift mit dem Titel Kommune. Forum für Politik und Ökonomie beschlossen. Alternative Namensvorschläge waren: Commune; Rotes Forum; Kommunistisches Forum, Forum; Kommunistische Politik. Herausgeber dieser „unabhängigen“ Zeitschrift sollte nicht der KBW, sondern ein größerer Herausgeberkreis sein. In Wirklichkeit waren es aber alles KBW-Mitglieder, die diese Aufgabe übernahmen. Die Redaktion der Kommune bestand anfangs aus sechs Personen, die teilweise auch zu diesem Herausgeberkreis gehörten. Chefredakteur war von 1983 bis 1999 der ehemalige Erste Sekretär des Zentralen Komitees des KBW Joscha Schmierer, dem Michael Ackermann folgte.
Die erste Ausgabe der Kommune erschien im Januar 1983. Im ersten Jahr sank die Auflage der Monatszeitschrift auf 2800 Exemplare und machte damit einen Verlust von 160000 DM. Als 1984 die sozialistische Monatsschrift Moderne Zeiten (MOZ) eingestellt werden musste, wurde die Redaktion der Kommune durch einige ihrer Mitarbeiter erweitert. Durch die Übernahme der MOZ-Abonnenten stieg die Auflage auf 3600 Exemplare, 2000 lag sie bei 5000.
Bis zur Auflösung des KBW Anfang 1985 fand die Kommune Erwähnung im Verfassungsschutzbericht. Seitdem wurden gelegentlich ausgewählte Artikel in den Zeitschriftenschauen großer Zeitungen zitiert und kommentiert.
Seit dem 21. Jahrgang 2003 erschien die Kommune nur noch zweimonatlich mit leicht geändertem Untertitel Kommune. Forum für Politik, Ökonomie und Kultur.
Mit Ablauf des 30. Jahrgangs 2012 wurde die Zeitschrift eingestellt. Die letzte Ausgabe erschien mit der Angabe „letztes Heft“ unter 6/12 und dem Titel „30 Jahre und ein Ende“.

## Inhalt
Inhaltlich „kümmerte sich [die Kommune] in den ersten Jahren vor allem um die intellektuelle Abwicklung des Maoismus in der BRD“, die bereits mit der Spaltung des KBW 1980 in der KVZ und KuK begonnen hatte. 1983 wollte man u. a. in Westeuropa noch die „Aufmerksamkeit darauf richten, ob und inwiefern sich mit den verschiedenen linken Regierungen Möglichkeiten zeigen, die reaktionäre Wende zu brechen, und Formen entwickeln, die an die Revolution heranführen“. Schon früh und ausführlich wurden die Vorgänge in Osteuropa beobachtet. 1984 erschien in der Kommune Milan Kunderas Zentraleuropa-Essay „Un Occident kidnappé“ in deutscher Übersetzung.
Im Laufe ihres Erscheinens entwickelte sich die Kommune von ihren KBW-Ursprüngen mit dem Ziel einer revolutionären Veränderung der Gesellschaft zu einer Zeitschrift, die dem Realo-Flügel der Grünen nahestand. Nach der Veröffentlichung der letzten Ausgabe erschien 2013 ein Nachdruck, der zur Konferenz „30 Jahre ‚Kommune‘ und ein Ende. Was nun?“ „Mitarbeiterinnen und Mitarbeiter, Autorinnen und Autoren“ am 9. März 2013 ins Ökohaus Frankfurt einlud.

## Personen
Redaktion 1983
- Michael Ackermann (auch Herausgeber),[10] Friedemann Bleicher, Cornelia Falter (auch Hrsg.), Gerd Heinemann (auch Hrsg.),[11] Theo Mehlen,[12] Joscha Schmierer (Hrsg.; Chefredakteur bis 1999)

Herausgeber 1983
- Michael Ackermann (auch Redakteur), Heidi Biesecker, Franz Dick, Cornelia Falter (Red.), Gerd Heinemann (Red.), Volker Lehmann,[13] Anette Mönich,[14] Annemarie Nikolaus,[15] Günter Schabram,[16] Joscha Schmierer (Red.), Thomas Siegner,[17] Hilde Simon,[18] Herbert Sörje,[19] Bernd Wagner,[20] Jürgen Walla[21]

Autoren
- Rudolf Bahro, Benno Ennker, Václav Havel, György Konrád, Adam Michnik, Karl Schlögel